# Fuerzas de dispersión de London

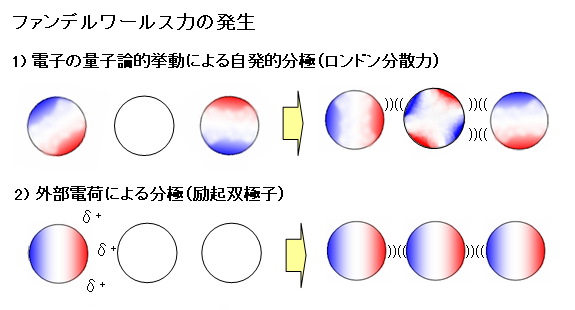
Ejemplo gráfico de las fuerzas de dispersión de London.da

Las fuerzas de dispersión de London, denominadas así en honor al físico germano-estadounidense Fritz London, son fuerzas intermoleculares débiles que surgen de fuerzas interactivas entre multipolos temporales en moléculas sin momento multipolar permanente. Las fuerzas de dispersión de London también son conocidas como fuerzas de dispersión, fuerzas de London o fuerzas dipolo instantáneo-dipolo inducido.
Las fuerzas de London pueden ser exhibidas por moléculas no polares debido a que la densidad electrónica se mueve alrededor de la molécula de una manera probabilística (ver teoría mecánica cuántica de las fuerzas de dispersión). Hay una gran probabilidad de que la densidad electrónica no esté distribuida por igual en una molécula apolar. Cuando los electrones están desigualmente distribuidos, existe un multipolo temporal. Este multipolo interactuará con otros multipolos cercanos e inducirá a las moléculas, pero solo son una pequeña parte de la fuerza de interacción total.
La densidad electrónica en una molécula puede ser redistribuida por la proximidad de otro multipolo. Los electrones se acumularán en el lado de la molécula que encara a la carga positiva y se retirarán de la carga negativa. Entonces, puede producirse un multipolo transiente por una molécula polar cercana, o incluso por un multipolo transiente en otra molécula apolar.
En el vacío, las fuerzas de London son más débiles que otras fuerzas intermoleculares tales como las interacciones iónicas, el enlace de hidrógeno, o las interacciones permanentes dipolo-dipolo.
Este fenómeno es la única fuerza intermolecular atractiva a grandes distancias, presente entre átomos neutros (vg. un gas noble), y es la principal fuerza atractiva entre moléculas no polares (vg. Dinitrógeno o metano). Sin las fuerzas de London, no habría fuerzas atractivas entre los átomos de un gas noble, y no podrían existir en la forma líquida.
Las fuerzas de London se hacen más fuertes a la vez que el átomo o molécula en cuestión se hace más grande. Esto es debido a la polarizabilidad incrementada de moléculas con nubes electrónicas más grandes y dispersas. Este comportamiento puede ejemplificarse por los halógenos (del más pequeño al más grande: F2, Cl2, Br2, I2). El diflúor y el dicloro son gases a temperatura ambiente, el dibromo es un líquido, y el diyodo es un sólido. Las fuerzas de London también se hacen fuertes con grandes cantidades de superficie de contacto. Una mayor área superficial significa que pueden darse más interacciones cercanas entre diferentes moléculas.